# Kanton Aubière
Kanton Aubière (fr. Canton d'Aubière) je francouzský kanton v departementu Puy-de-Dôme v regionu Auvergne. Tvoří ho tři obce.

## Obce kantonu
- Aubière
- Pérignat-lès-Sarliève
- Romagnat